# Éver Banega
Éver Maximiliano David Banega (Rosario, 29. lipnja 1988.) je argentinski nogometaš koji igra na poziciji središnjeg veznog igrač. Trenutačno igra za Newell's Old Boys. 

## Vanjske poveznice
- Goal.com profil[neaktivna poveznica]
- Igračeva statistika - www.lfp.es
- www.everbanega.es  Arhivirana inačica izvorne stranice od 17. prosinca 2014. (Wayback Machine)